# Moneybagg Yo
Moneybagg Yo, właściwie Demario DeWayne White, Jr (ur. 22 września 1991 w Memphis) – amerykański raper i autor tekstów. Współpracował m.in. z takimi wykonawcami jak Lil Baby, J. Cole, Future, Offset, YG, Yo Gotti.

## Dyskografia
| Rok  | Dane dotyczące albumu | Pozycja na liście Billboard 200 |
| ---- | --------------------- | ------------------------------- |
| 2018 | Reset                 | 13                              |
| 2019 | 43va Heartless        | 4                               |
| 2020 | Time Served           | 3                               |